# Овсянковые
Овся́нковые (лат. Emberizidae) — семейство воробьиных птиц. В разное время в семейство включали около 50 родов и более 200 видов птиц. Современные орнитологи считают семейство монотипичным, к нему относят только род Emberiza.

## Общая характеристика
Мелкого размера (примерно с воробья) сравнительно длиннохвостые птицы, систематически близкие к вьюрковым, от которых отличаются более тонким, сжатым с боков клювом, обычно не вздутым у основания. Большинство овсянковых имеют довольно плотное сложение, средней длины крылья, ноги и хвост. Форма клюва и строение челюстного аппарата варьируют в зависимости от параметров основного корма. Длина 10-25 см, масса 10-60 г. Окраска разнообразна, без ярких тонов и блеска. Для овсянковых нетипичны сложные мелодичные песни.
Населяют разнообразные местообитания: степи, лесостепи, тундры, леса. В лесной зоне обитают по опушкам, вырубкам, гарям, лесным полянам. В горах поднимаются до субальпийских лугов до высоты 5000 м. Часто селятся в изменённом человеком ландшафте. Большинство тропических видов овсянковых оседлы; в умеренных широтах — перелётные и кочующие. Распространены преимущественно в Западном полушарии, считающимся их родиной. В Восточном полушарии гнездятся только 55 видов из 5-10 родов. В России гнездятся 26-27 видов из 7 родов; ещё 13 видов нерегулярно залетают, преимущественно из Северной Америки.
Овсянковые моногамны. В году у многих видов бывает 2 цикла размножения (в тропиках до 4). Гнёзда-чашечки из трав и других растительных волокон хорошо замаскированы на земле (в кустах) или невысоко (до 1,5 м) над землёй, в расщелинах скал или под камнями и т. д. У тропических видов в кладке 2-4 яйца, у видов умеренных широт чаще 5-7 яиц. Насиживание длится 1-2 недели, птенцы вылупляются слепыми, с пучками пуха на спине и голове. Рацион овсянковых состоит в основном из семян, но в период кормления детёнышей (первые 8-16 дней) родители выкармливают их насекомыми.

## Систематика и роды
Как и ряд других групп воробьинообразных птиц, семейство овсянковых в настоящее время находится в состоянии ревизии. Овсянковые включают более 50 родов, около 230 видов. В Красной книге МСОП — 14 видов. Иногда в семейство включают также кардиналов, танагр, древесниц, трупиалов и другие близкие группы американских воробьиных. Реже их объединяют с вьюрковыми.
Согласно проведённым в последние годы генетическим исследованиям, несколько родов птиц из Южной и Центральной Америки имеют близкое родство с танаграми, а как минимум один род танагр, Chlorospingus, может относиться к семейству овсянковых. Ранее в семейство включались подорожники и пуночки, однако филогенетическое исследование 2008 года под руководством группы Алстрёма подтвердило, что представители этого семейства образуют отдельную кладу от овсянковых.. Группа Алстрёма предложила поместить птиц в трибу Calcariini, однако Международный союз орнитологов выделил их в отдельное семейство Calcariidae в 2010 году.
По состоянию на 5 июля 2017 года Американское орнитологическое общество считало роды овсянковых Нового Света отделёнными от семейства Emberizidae и выделяло их в собственную семью Passerellidae. 

### Овсянки Старого Света
Шведские учёные из Национального музея истории природы (швед. Naturhistoriska riksmuseet) на основании проведённых ими биохимических анализов в 2008 году предложили включить все виды родов Melophus, Latoucheornis и Miliaria в род Emberiza.
- Хохлатые мелофусы (Melophus) Swainson, 1837
- Синие латушии (Latoucheornis) Bangs, 1931
- Настоящие овсянки (Emberiza) Linnaeus, 1758
- Милиарии (Miliaria) Brehm, 1831

### Американские овсянки
- Аремоны (Arremon) Vieillot 1816
- Риджвеи (Arremonops) Ridgway 1896
- Овсянки-чиапа (Melozone) Reichenbach, 1850
- Тауи (Pipilo) Vieillot, 1816
- Аимофилы (Aimophila) Swainson, 1837
- Полосатые оритурусы (Oriturus) Bonaparte, 1850
- Кубинские овсянки (Torreornis) Barbour & Peters, 1927
- Воробьиные овсянки (Spizella) Bonaparte, 1832
- Чёрные овсянки (Pooecetes) S. F. Baird, 1858
- Хондесты (Chondestes) Swainson, 1827
- Пустынные овсянки (Amphispiza) Coues, 1874
- Жаворонковые овсянки (Calamospiza) Bonaparte, 1838
- Саванные овсянки (Ammodramus) Bonaparte, 1838
- Пестрогрудые овсянки (Passerella) Swainson, 1837
- Мексиканские овсянки (Xenospiza) Bangs, 1931
- Melospiza Baird, 1858
- Серощекие овсянки (Zonotrichia) Swainson, 1832
- Юнко (Junco) Wagler, 1831

### Неотропические овсянки
— переведены в семейство Passerellidae
- Атлапеты (Atlapetes) Wagler, 1831
- Аремоны (Arremon) Bonaparte, 1850
- Оливковые вьюрки (Lysurus) Ridgway, 1898
- Лохматые овсянки (Pselliophorus) Ridgway, 1898
- Большеногие овсянки (Pezopetes) Cabanis, 1861

### Другие роды
Оставшиеся роды, традиционно относящиеся к семейству овсянковых, перечислены ниже. По всей видимости они имеют более близкое родство с танаграми:
- Лысушки (Amaurospiza) Cabanis, 1853
- Остроклювые овсянки (Acanthidops) Ridgway, 1882
- Древесные вьюрки (Camarhynchus) John Gould, 1837
- Катамении (Catamenia) Bonaparte, 1850
- Славковые вьюрки (Certhidea) Gould, 1837
- Карликовые овсянки-кардиналы (Charitospiza) Oberholser, 1905
- Банановый певун (Coereba) Vieillot, 1809 (Иногда рассматривается как род монотипичного семейства цветочницевых)
- Чернолицые овсянки (Coryphaspiza) G. R. Gray, 1840
- Венечные овсянки (Coryphospingus) Cabanis, 1851
- Крючкоклювы (Diglossa) Cabanis, 1851
- Diglossopis P. L. Sclater, 1856
- Диуки (Diuca) Reichenbach, 1850
- Зябликовые овсянки (Dolospingus) Elliot, 1871
- Белолицые овсянки (Donacospiza) Cabanis, 1851
- Тиранновые овсянки (Emberizoides) Temminck, 1822
- Равнинные овсянки (Embernagra) Lesson, 1831
- Ямайские сахарные танагры (Euneornis) Fitzinger, 1856
- Земляные вьюрки (Geospiza) Gould, 1837
- Зелёные овсяночные кардиналы (Gubernatrix) Lesson, 1837
- Тёмные овсянки (Haplospiza) Cabanis, 1851
- Короткохвостые идиопсары (Idiopsar) Cassin, 1867
- Овсянки-инки (Incaspiza) Ridgway, 1898
- Хохлатые вьюрки (Lophospingus) Cabanis, 1878
- Снегирёвые овсянки (Loxigilla) Lesson, 1831
- Клестовые овсянки (Loxipasser) H. Bryant, 1866
- Меланодеры (Melanodera) Bonaparte, 1850
- Чёрные карибские овсянки (Melanospiza) Ridgway, 1897
- Чёрные кубинские овсянки (Melopyrrha) Bonaparte, 1853
- Островные овсянки (Nesospiza) Cabanis, 1873
- Рисовые овсянки (Oryzoborus) Cabanis, 1851
- Кардиналовые овсянки (Paroaria) Bonaparte, 1832
- Овсяночники (Phrygilus) Cabanis, 1844
- Серые вьюрки (Piezorhina) Lafresnaye, 1843
- Кокосовые вьюрки (Pinaroloxias) Sharpe, 1885
- Синицевые овсянки (Poospiza) Cabanis, 1847
- Красно-чёрные овсянки (Rhodospingus) Sharpe, 1888
- Гофские овсянки-роветтия (Rowettia) Lowe, 1923
- Многоцветные чако (Saltatricula) Burmeister, 1861
- Сикалисы (Sicalis) F. Boie, 1828
- Вьюрковые овсянки (Sporophila) Cabanis, 1844
- Тиарисы (Tiaris) Swainson, 1827
- Якарины (Volatinia) Reichenbach, 1850
- Тонкоклювые овсянки (Xenospingus) Cabanis, 1867

На май 2022 года семейство признаётся монотипическим и включает только род Emberiza.